# Atlas B
Atlas B (również: Convair X-12 lub SM-65B) – pierwsza jednolita wersja pocisku balistycznego SM-65 Atlas. Posiadała odrzucane silniki dodatkowe i pojedynczy dodatkowy człon montowany z boku członu głównego (1,5-stopniowa). Silnik boczny pracował do wyczerpania paliwa. Był pierwszym pociskiem, który osiągnął zasięg określany jako międzykontynentalny (10 170 km). Jedna z rakiet została użyta jako rakieta nośna do wyniesienia na orbitę satelity SCORE.

## Tło historyczne
Rakieta została opracowana przez firmę Convair jako bardziej zaawansowana platforma testowa dla międzykontynentalnego pocisku balistycznego Atlas. Po zakończeniu testów pocisków Atlas A (X-11) w czerwcu 1958, już od lipca aż do lutego 1959 kontynuowano testy z pociskiem Atlas B (inne jego oznaczenia to X-12, XSM-65B lub SM-65B). Starty te pozwoliły sprawdzić wszystkie podsystemy pocisku.

## Chronologia
1. 19 lipca 1958, 17:36 GMT; s/n 3B; miejsce startu: Przylądek Canaveral (LC11), USA
Ładunek: brak; Uwagi: start nieudany. Lot testowy. Rakieta osiągnęła wysokość 10 km. W 43. sekundzie lotu silniki straciły ciąg i eksplodowały. Szczątki rakiety spadły do Oceanu Atlantyckiego, około 5 km od kosmodromu.
2. 2 sierpnia 1958, 22:16 GMT; s/n 4B; miejsce startu: Przylądek Canaveral (LC13), USA
Ładunek: brak; Uwagi: start udany. Lot testowy. Rakieta sterowana radiokomendami i układem bezwładnościowym przeleciała 4020 km.
3. 29 sierpnia 1958, 04:30 GMT; s/n 5B; miejsce startu: Przylądek Canaveral (LC11), USA
Ładunek: brak; Uwagi: start udany. Lot testowy. Osiągnięto wysokość 900 km.
4. 14 września 1958, 05:24 GMT; s/n 8B; miejsce startu: Przylądek Canaveral (LC14), USA
Ładunek: brak; Uwagi: start udany. Lot testowy. Osiągnięto wysokość 900 km.
5. 18 września 1958, 21:27 GMT; s/n 6B; miejsce startu: Przylądek Canaveral (LC13), USA
Ładunek: brak; Uwagi: start nieudany. Lot testowy. Osiągnięto wysokość 100 km, po czym nastąpiła awaria układu napędowego.
6. 18 listopada 1958, 04:00 GMT; s/n 9B; miejsce startu: Przylądek Canaveral (LC11), USA
Ładunek: brak; Uwagi: start nieudany. Lot testowy. Osiągnięto wysokość 800 km, po czym nastąpiła awaria układu napędowego.
7. 29 listopada 1958, 02:27 GMT; s/n 12B; miejsce startu: Przylądek Canaveral (LC14), USA
Ładunek: brak; Uwagi: start udany. Lot testowy. Pierwszy w pełni udany lot testowy. Osiągnięto wysokość ok. 900 km. Rakieta przeleciała 10 170 km i upadła blisko wyznaczonego celu.
8. 18 grudnia 1958, 23:02 GMT; s/n 10B; miejsce startu: Przylądek Canaveral (LC11), USA
Ładunek: SCORE; Uwagi: start udany.
9. 16 stycznia 1959, 04:00 GMT; s/n 13B; miejsce startu: Przylądek Canaveral (LC14), USA
Ładunek: brak; Uwagi: start nieudany. Lot testowy. Na wysokości ok. 100 km doszło do awarii układu napędowego.
10. 4 lutego 1959, 08:01 GMT; s/n 11B; miejsce startu: Przylądek Canaveral (LC11), USA
Ładunek: brak; Uwagi: start udany. Lot testowy. Osiągnięto wysokość ok. 900 km.